# Списак кошаркаша Шарлот бобкетса
Овај чланак садржи списак кошаркаша који су наступали за Шарлот бобкетсе. Списак је тренутно ограничен само на играче који имају чланке на српској Википедији.

## А
| Играч         | Боравак         |
| ------------- | --------------- |
| Алекси Аженса | 2008—2010       |
| Алан Андерсон | 2005—2006, 2007 |

## Б
| Играч         | Боравак              |
| ------------- | -------------------- |
| Дерик Браун   | 2009—2011, 2011—2012 |
| Примож Брезец | 2004—2007            |

## В
| Играч        | Боравак   |
| ------------ | --------- |
| Кемба Вокер  | 2011—2014 |
| Џералд Волас | 2004—2011 |
| Хаким Ворик  | 2012—2013 |

## Г
| Играч      | Боравак   |
| ---------- | --------- |
| Бен Гордон | 2012—2014 |

## Д
| Играч       | Боравак   |
| ----------- | --------- |
| Борис Дијао | 2008—2012 |

## К
| Играч         | Боравак   |
| ------------- | --------- |
| Џејсон Капоно | 2004—2005 |

## Л
| Играч          | Боравак   |
| -------------- | --------- |
| Шон Ливингстон | 2010—2011 |
| Ејси Ло        | 2009—2010 |

## М
| Играч        | Боравак   |
| ------------ | --------- |
| Адам Морисон | 2006—2009 |

## О
| Играч        | Боравак   |
| ------------ | --------- |
| Емека Окафор | 2004—2009 |

## Р
| Играч               | Боравак   |
| ------------------- | --------- |
| Владимир Радмановић | 2009      |
| Џејсон Ричардсон    | 2007—2008 |

## С
| Играч     | Боравак   |
| --------- | --------- |
| Стив Смит | 2004—2005 |

## Т
| Играч         | Боравак   |
| ------------- | --------- |
| Џефери Тејлор | 2012—2014 |

## Х
| Играч         | Боравак   |
| ------------- | --------- |
| Валтер Херман | 2006—2007 |
| Кори Хигинс   | 2011—2012 |

## Ч
| Играч          | Боравак   |
| -------------- | --------- |
| Тајсон Чендлер | 2009—2010 |

## Џ
| Играч       | Боравак |
| ----------- | ------- |
| Двејн Џоунс | 2008    |